# Adam Weisskopf
Adam Weisskopf (ur. 3 października 1533 r., zm. 10 września 1605 r.) – duchowny katolicki, biskup pomocniczy wrocławski w latach 1577–1602.

## Życiorys
Urodził się w 1533 roku. W 1562 roku został kanonikiem nyskim i katedralnym, a w następnym roku także kolegiaty św. Krzyża we Wrocławiu i proboszczem kościoła św. Mikołaja. W 1577 roku został sufraganem wrocławskim i biskupem tytularnym Nikopolis. Był współzałożycielem wrocławskiego seminarium duchownego. W latach 1586–1599 był opatem klasztoru Kanoników Regularnych na Piasku we Wrocławiu, chociaż nigdy nie należał do zakonu. Przyczynił się do utrzymania czystości nauki katolickiej w zdominowanej przez protestantów diecezji wrocławskiej oraz powstania i rozwoju wyższego seminarium duchownego. Został pochowany w katedrze wrocławskiej. W 1602 roku zrezygnował z funkcji biskupa pomocniczego, umierając trzy lata później. Jego nagrobek znajduje się w północnej nawie obok bocznego wejścia.